# Nara (Pflanze)

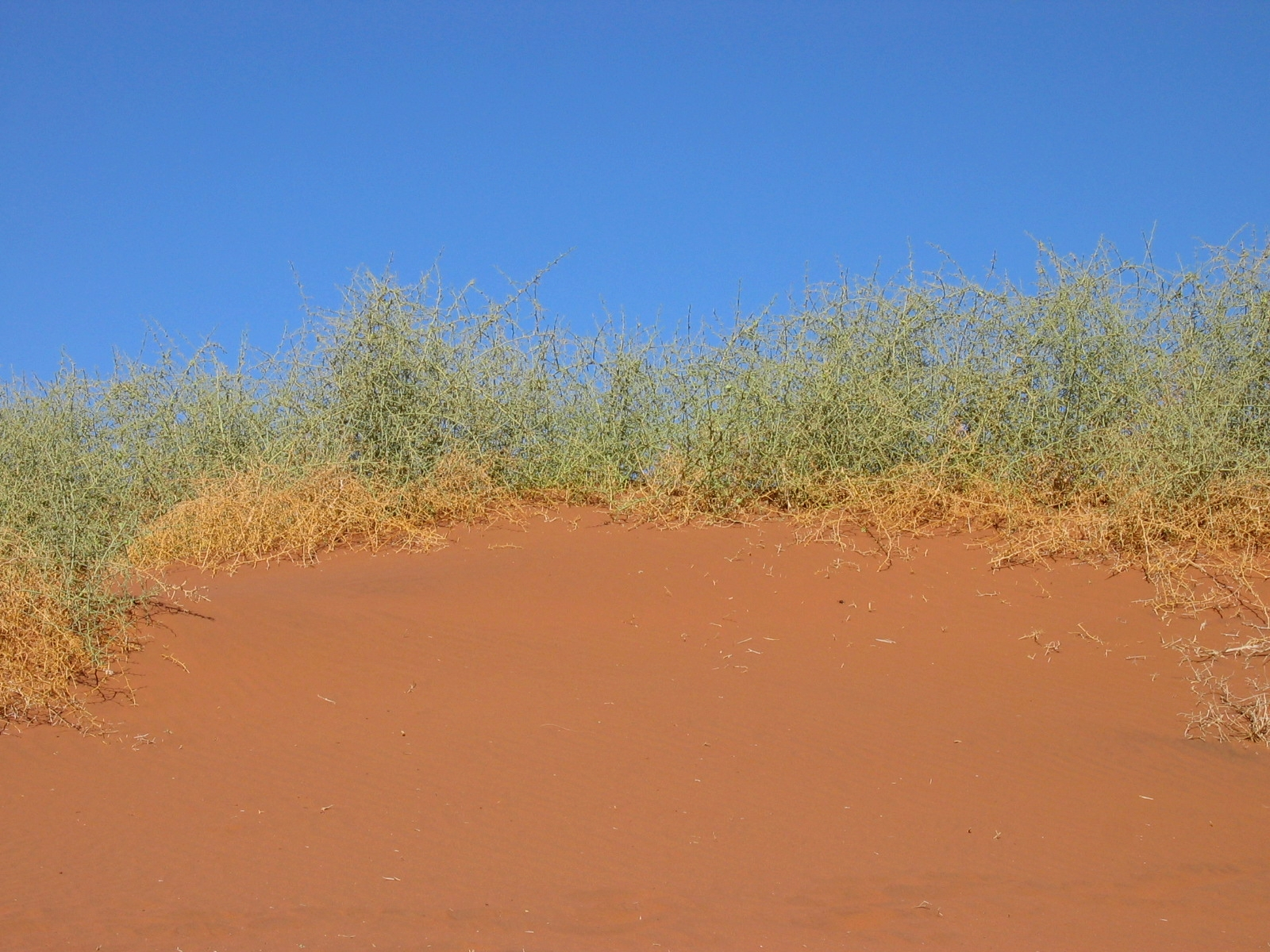
Nara auf einer Düne in Sossusvlei

Die Nara, eigentlich khoekhoegowab ǃNaraKlicklaut, (Acanthosicyos horridus) ist eine Pflanzenart aus der Familie der Kürbisgewächse (Cucurbitaceae). Zur Gattung Acanthosicyos gehört nur noch eine weitere Art Acanthosicyos naudinianus, die von Angola bis zur Kapprovinz in der Namib verbreitet ist.

## Namensherkunft
Die Nara ist auch unter dem Namen Nara-Frucht oder Nara-Melone bekannt und hat ihren Namen von den einheimischen Nama- und Damara, die sie ǃNara nennen. Das „ǃ“ steht für einen Schnalzlaut des Khoekhoegowab.

## Vorkommen und Standort
Die Nara ist endemisch in Namibia und wächst in einem 40 bis 60 km breiten Streifen an der 1000 km langen Küste vom Oranje im Süden bis zum Kunene im Norden. Innerhalb dieses Gebietes kommt sie nur am Ufer von Rivieren und auf Dünen vor, wenn ihre Wurzeln Grundwasser erreichen können. Man schätzt die Population auf einige hundert bis wenige tausend Exemplare, wobei ihre Anzahl und die Größe der Früchte in den letzten Jahren abnahm. Die Nara ist die häufigste Pflanze in der Namib-Wüste. Anhand von Fossilien nimmt man an, dass die Art seit 40 Millionen Jahren existiert.

## Beschreibung
Die Nara ist ein blattloser, stark verzweigter und dorniger Strauch, der Wuchshöhen von 0,5 bis 1 m erreicht. Sie bildet eine sehr tiefe Pfahlwurzel aus. Der Stamm und die Äste sind fein gerillt. Sie ist mit paarigen, 2 bis 3 cm langen Dornen besetzt, die aus reduzierten Blättern entstehen, um Wasserverlust zu minimieren. Die Photosynthese findet in ihren Ästen, Blüten und Dornen statt.
Ihr wildes Gestrüpp aus Zweigen kann eine Fläche von bis 1500 m2 bedecken und sie kann über 100 Jahre alt werden. Dieses Gestrüpp sammelt Sand und bildet damit hohe Dünen, wobei der größte Teil der Pflanze im Sand versteckt ist, wo ihre bis zu 30 cm dicken und bis zu 40 Meter langen Wurzeln zum Grundwasser vorstoßen.
Die Nara ist zweihäusig getrenntgeschlechtig (diözisch), es gibt also männliche und weibliche Pflanzen. Die fünfzähligen Blüten mit doppelter Blütenhülle entspringen in den Achseln der Dorne. Der Kelch ist glockenförmig. Die grün-gelben oder grünlichen Blüten haben einen Durchmesser von etwa 3 cm und erscheinen einzeln. Der Kelch ist kurz mit fünf kleinen, ledrigen Lappen. Die Corolla ist ledrig-dicklich mit fünf, gerippten Lappen. Die einzeln erscheinenden weiblichen Blüten sind an ihrem unterständigen, stachligen Fruchtknoten unterhalb des Blütenbechers und den langen Staminodien zu erkennen. Die männlichen Blüten, mit bis zu fünf, petaloiden Staubblättern und einem Pistillode, erscheinen einzeln oder in Gruppen.
Er entwickelt zuerst grüne, später orange-gelbe, melonenförmige, höckerig-stachelige Beeren. Die stark wasserhaltigen Früchte erreichen die Größe von Straußeneiern mit einem Durchmesser von etwa 15–20 cm, bei einem Gewicht über 1 kg, sie enthalten etwa 250 Samen. Die Samen liegen in einer gelblich-orangen Pulpe, die Oxalatkristalle enthält. Die cremefarbenen, harten, glatten Samen schmecken nussig und sind reich an Öl (etwa 55 %) und Proteinen (etwa 30 %). Sie sind elliptisch und bis etwa 16 mm groß und abgeflacht. Die Tausendkornmasse beträgt etwa 385 Gramm.
Die Frucht wird von vielen Tieren der Namib verzehrt, darunter Giraffe, Gemsbock, Nashorn, Schakal, Hyäne und verschiedene Käfer. Hauptsächlich Elefanten und daneben Stachelschweine tragen zur Weiterverbreitung bei, denn sie scheiden einen Großteil der Samen unverdaut wieder aus. Kleinere Nagetiere mit einem hohen Energiebedarf wie die Zwerg-Rennmaus vertilgen dagegen hauptsächlich die nahrhaften Samen und sind für die Pflanze unvorteilhaft.

## Nutzung
Für den menschlichen Verzehr sind sowohl die Frucht als auch die Samen (haltbargemacht durch Trocknen) geeignet, die Pflanze wird in Namibia auch medizinisch gegen Magenschmerzen, zur Beschleunigung der Wundheilung und als natürlicher Sonnenschutz genutzt.